# 32580 Avbalasingam
32580 Avbalasingam este o planetă minoră (asteroid) din centura de asteroizi. A fost descoperită pe 18 august 2001 la Experimental Test Site⁠(d) de Lincoln Near-Earth Asteroid Research. 
Obiectul prezintă o orbită caracterizată de o semiaxă mare de 2,259385 UAi, o excentricitate de 0,11, o înclinație de 6,97942 ° în raport cu ecliptica.